# Flughafen Târgu Mureș

i8
i11
i13
Der Flughafen Târgu Mureș (rumänisch Aeroportul Internațional Transilvania Târgu Mureș, international Transylvania Airport, IATA-Code: TGM, ICAO-Code: LRTM) ist ein internationaler Verkehrsflughafen bei Târgu Mureș in Rumänien. Er befindet sich auf dem Territorium der nahegelegenen Kleinstadt Ungheni. In den ersten vier Monaten des Jahres 2013 wurde ein Passagieraufkommen von 82.389 Personen verzeichnet.

## Geschichte
Der 1936 eröffnete Flugplatz in Târgu Mureș befand sich auf einer Fläche von 313 Hektar, zweieinhalb Kilometer südlich vom Stadtzentrum entfernt. Hier war 1912 Aurel Vlaicu mit seinem Flugzeug gelandet. Im Jahr 1953 wurde die Graspiste auf 1100 Meter verlängert und auch ein sieben Meter hoher Kontrollturm errichtet. Im Jahr 1961 wurde mit dem Bau des heutigen Flughafens begonnen, der sich südlich des Flusses Mureș auf dem Areal der Gemeinde Vidrasău, etwa 14 Kilometer südwestlich von Târgu Mureș, befindet. Der neue Flughafen mit einer Graspiste von etwa 1300 m × 30 m und einer Gesamtfläche von 78 Hektar wurde 1969 mit einer zwei Kilometer langen Start- und Landebahn aus Beton ausgestattet. Im Jahr 1978 wurden hier 19.077 Fluggäste durch 89 Beschäftigte abgefertigt. Im Jahr 2003 wurde das Flughafenareal auf 92 ha erweitert und umzäunt. Die Anzahl der Flugreisenden stieg stetig an, sodass 2013 363.398 Passagiere registriert wurden.

## Fluggesellschaften und Ziele
Der Flughafen wird aus Budapest, London und Heraklion angeflogen (Stand: September 2024).